# Pristomerus stoneri
Pristomerus stoneri är en stekelart som först beskrevs av Henry Lorenz Viereck 1925.  Pristomerus stoneri ingår i släktet Pristomerus och familjen brokparasitsteklar. Inga underarter finns listade i Catalogue of Life.